# 朝阳镇 (岫岩县)
朝阳镇，是中华人民共和国辽宁省鞍山市岫岩满族自治县下辖的一个乡镇级行政单位。

## 行政区划
朝阳镇下辖以下地区：
沟门村、大岭子村、荒地村、葛藤峪村、暖泉村、北茨沟村和朝阳村。